# Prix Legoux-Longpre
Prix Legoux-Longpre är ett montélopp för fyra- och femåriga hingstar och ston som äger rum i augusti på Hippodrome de Vincennes i Paris i Frankrike. Det är ett Grupp 3-lopp, man måste minst ha sprungit in 54 000 euro för att få starta. Den samlade prissumman 80 000 euro, varav 36 000 euro i förstapris.

## Vinnare
| År   | Häst               | Far               | Kusk                     | Tränare               | Tid/km |
| ---- | ------------------ | ----------------- | ------------------------ | --------------------- | ------ |
| 2025 | Keengame           | Express Jet       | Anthony Barrier          | Jean-Philippe Monclin | 1'10"6 |
| 2024 | Jasper des Charmes | Kesaco Phedo      | Alexandre Abrivard       | Jean-Michel Bazire    | 1'11"2 |
| 2023 | Jazz In Montreux   | Akim du Cap Vert  | Nathalie Henry           | Philippe Lemire       | 1'10"9 |
| 2022 | Happy And Lucky    | Ready Cash        | Adrien Lamy              | Franck Leblanc        | 1'11"9 |
| 2021 | Gabiano            | Brutus de Bailly  | Alexandre Abrivard       | Bruno Bourgoin        | 1'12"9 |
| 2020 | Gladys des Plaines | Opus Viervil      | Mathieu Mottier          | Gilles Curens         | 1'13"3 |
| 2019 | Étoile de Bruyère  | Kenor de Cosse    | Adrien Lamy              | Charles Dreux         | 1'14"0 |
| 2018 | Etonnant           | Timoko            | Yoann Lebourgeois        | Richard Westerink     | 1'14"2 |
| 2017 | Corames            | Speedy Blue       | Mathieu Mottier          | Danielle Mottier      | 1'14"7 |
| 2016 | Begum Fromentro    | Meaulnes du Corta | Camille Levesque         | Thomas Levesque       | 1'14"3 |
| 2015 | Attentionally      | Jasmin de Flore   | David Thomain            | Paul Viel             | 1'14"2 |
| 2014 | Valdice de mars    | Lynx de Bellouet  | Yoann Lebourgeois        | Loïc Groussard        | 1'13"9 |
| 2013 | Ursula Speed       | Ludo de Castelle  | Antoine Wiels            | Jéan-Marie Monclin    | 1'14"2 |
| 2012 | Taiga du Rib       | Nice Love         | Jean-Loïc Claude Dersoir | Joël Hallais          | 1'15"3 |
| 2011 | Samigaz de Forgan  | Gazouillis        | Fabien Gence             | Pascal Monthule       | 1'15"0 |
| 2010 | Rombaldi           | Lulu Josselyn     | Matthieu Abrivard        | Jean-Luc Dersoir      | 1'14"8 |
| 2009 | Rex Normanus       | Latinus           | Yoann Lebourgeois        | Paul Viel             | 1'15"2 |
| 2008 | Plent Pocket       | Ganymede          | Philippe Masschaele      | Joel Van Eeckhaute    | 1'14"7 |
| 2007 | One du Rib         | First de Retz     | Jean-Loïc Claude Dersoir | Joël Hallais          | 1'14"7 |
| 2006 | Nouba Turgot       | Canada            | Éric Raffin              | Franck Anne           | 1'15"8 |
| 2005 | Miss Castelle      | Goetmals Wood     | Philippe Masschaele      | Thierry Duvaldestin   | 1'15"6 |
| 2004 | Liberty d'Ar       | Extreme Dream     | Francois Roussel         | Alain Roussel         | 1'16"4 |
| 2003 | Kepler             | Capriccio         | Jean-Philippe Mary       | Jan Kruithof          | 1'17"6 |
| 2002 | Kid Wood           | Coktail Jet       | Jéan-Paul Piton          | Philippe Allaire      | 1'16"7 |
| 2001 | Instant Gede       | Jet du Vivier     | Jean-Philippe Mary       | Patrick Marc Mottier  | 1'18"5 |
| 2000 | Hutin Tebe         | Odin de la Vente  | Michel Lenior            | Jacques Bruneau       | 1'17"4 |
| 1999 | Holly du Locton    | Viking's Way      | Jéan-Paul Piton          | Philippe Allaire      | 1'18"1 |